# Suzanne Grinberg

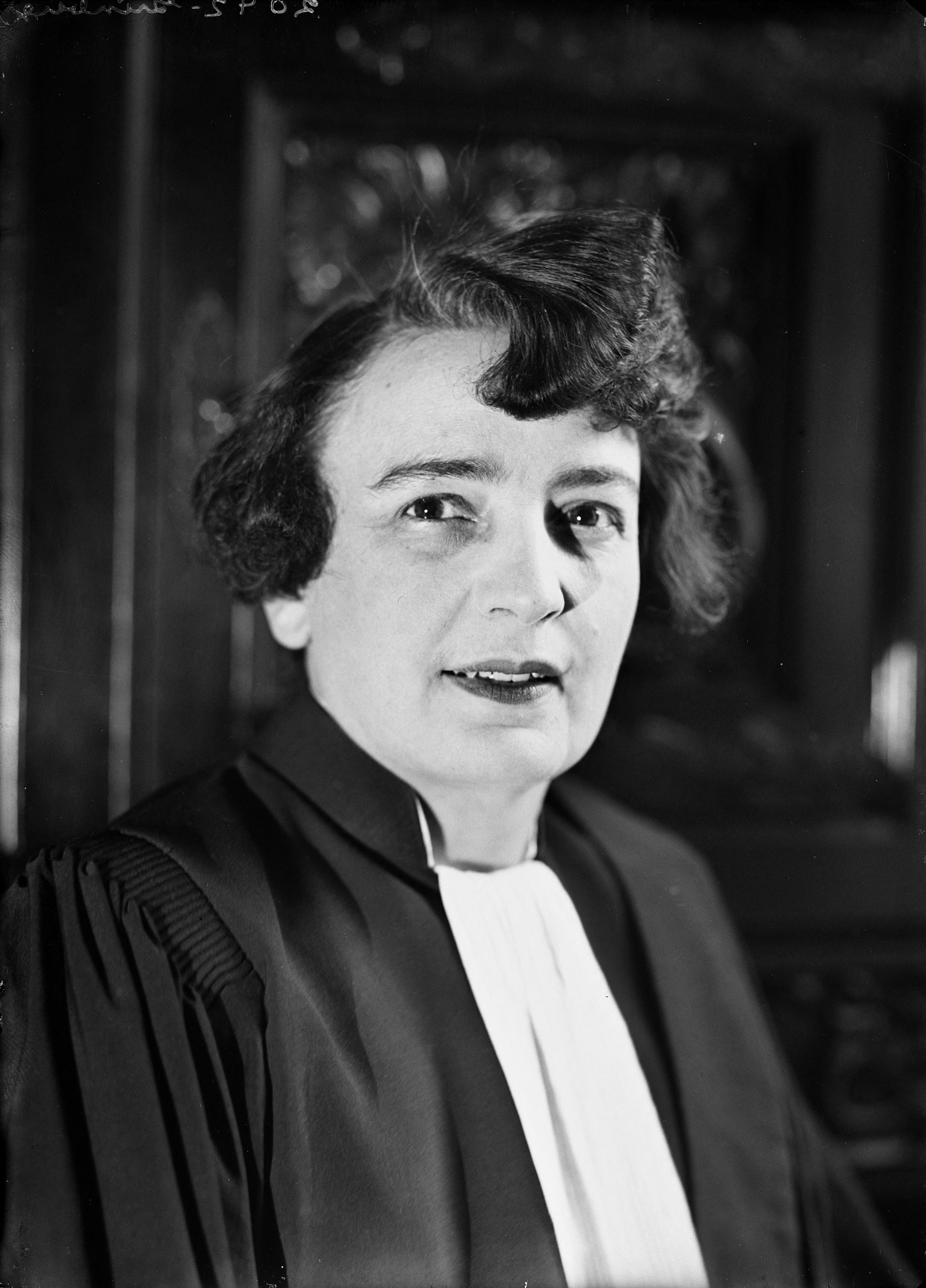
Suzanne Grinberg

Suzanne Grinberg, geboren als Suzanne Claire Yvonne Aupourrain (* 25. Januar 1888 in Orléans; † 6. Juli 1972 in Saint-Rémy-en-Comté) war eine französische Rechtsanwältin, Feministin und Pazifistin.

## Leben
Suzanne Aupourrain war die Tochter eines Eisenbahnangestellten und einer nicht berufstätigen Mutter. Sie studierte Jura und gehörte 1909 zu den ersten Frauen, die als Rechtsanwalt vereidigt wurden. Aupourrain heiratet 1905 einen Arzt rumänischer Nationalität, Orléans Grunberg; das Paar hatte drei Kinder.
Suzanne Grinberg nahm an der Konferenz der interalliierten Frauen teil, die im Februar 1919 in Paris eröffnet wurde.

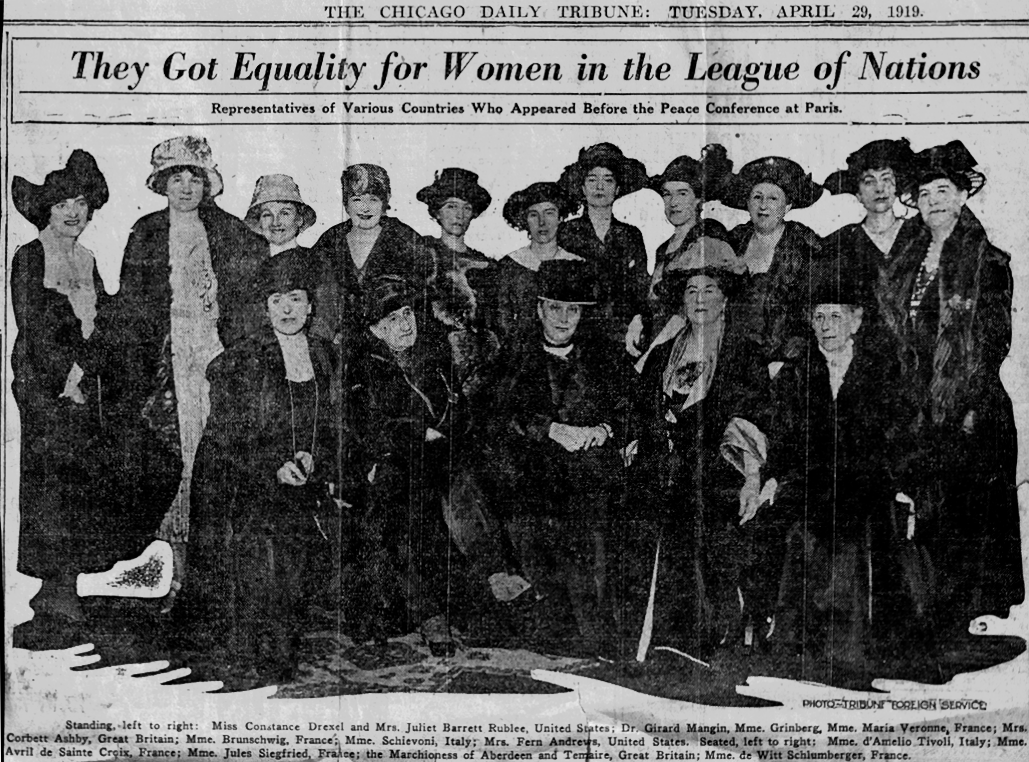
Konferenz der interalliierten Frauen

Sie war Lehrerin an der Schule HEC Jeunes Filles. 1920 war sie Vizepräsidentin der Association du Jeune Barreau (Vereinigung der Jungen Anwaltschaft) und zusammen mit Pauline Rebour und Marcelle Kraemer-Bach Sekretärin des Zentralkomitees der Union française pour le suffrage des femmes (Französische Union für das Frauenstimmrecht). In einer ihrer Diskussionen um das Frauenwahlrecht erklärte sie, dass die Frauen in Frankreich gezwungen seien, sich zwischen der Liebe zu ihrem Vaterland und der Liebe zu ihrem Ehemann zu entscheiden.
Grinberg war eine der ersten Anwältinnen, die in Kriegsräten vor Gericht auftrat. Sie war die erste Frau, die in den Vorstand des Bundes der intellektuellen Arbeiter (Confédération des travailleurs intellectuels) aufgenommen wurde, dessen Sekretärin sie war. 1933 erhielt sie als erste Frau die Ehrenlegion in beruflicher Funktion.
Nach dem Anschluss Österreichs durch Deutschland am 12. März 1938 gründeten Louise Weiss und Suzanne Grinberg Ende 1938 die Union des Françaises décorées de la Légion d'honneur mit, wobei sie auf ihren Patriotismus setzten, um die Bedeutung  eines „weiblichen Nationaldienstes“ für die Zivilverteidigung zu unterstreichen. Suzanne Grinberg kämpfte für einen günstigen Rechtsstatus der Frauen in Algerien, da derer Anspruch auf Frauenrechte von der rechtlichen Anerkennung ihrer Gleichberechtigung abhing. Nachdem das Gesetz vom 11. April 1946 Frauen auch den Zugang zu staatlichen Justizämtern geöffnet hatte, versuchte sie 1947 erfolglos, eine Stelle als Richterin zu bekommen.

## Werke
Sie veröffentlichte eine Geschichte der französischen Suffraganbewegung (1926) sowie zwei Bücher über Frauenrechte (1935 und 1936).